# باستان‌سنجی
باستان‌سنجی یا آرکئومتری شاخه‌ای نسبتاً جدید از باستان‌شناسی است که در آن یافته‌های باستانی توسط انواع مختلفی از روش‌ها و فنون علمی و آزمایشگاهی مورد بررسی و تحقیق قرار می‌گیرند. به عبارت دیگر به‌کارگیری شاخه‌های مختلف علوم طبیعی و مهندسی به منظور درک و حل بهتر مسائل باستان‌شناسی، باستان‌سنجی نامیده می‌شود.

## باستان‌سنجی در ایران
باستان سنجی عبارت است از مجموعه فعالیت‌های میان رشته‌ای که برای پژوهش، شناخت و نگاهداری آثار و اشیا فرهنگی، با بهره گیری از علوم مختلف تجربی، ریاضی و انسانی و به‌کارگیری روش‌های میان رشته‌ای صورت می‌پذیرد. پژوهش در ساختار شیمیایی و فیزیکی مواد و مصالح سازنده این آثار و اشیاء، سالیابی و تاریخ گذاری آن‌ها و انجام تحلیل‌های دقیق و جامع براساس روش‌های علوم فیزیک، شیمی، زمین‌شناسی، کانی شناسی، جغرافیا و ریاضیات، اصالت سنجی آثار، منشا یابی آنها، بازسازی تکنولوژی ساخت آثار و... از جمله فعالیت‌های پژوهشی این رویکرد است. باستان سنجی در تعامل با دانش باستان شناسی و دیگر شعب علوم باستان شناختی مثل زمین- باستان شناسی، باستان شناسی تحلیلی، زیست- باستان شناسی و غیره و نیز شعب رشته حفاظت از آثار تاریخی، شناخت و درک محققان را از فرایندهایی شکل گیری یک اثر باستانی تا لحظه‌ای که به دست محققان برسد افزایش داده و در نتیجه دقت تحلیل و تفسیر پژوهندگان این عرصه را افزایش داده، نتایج و تفسیرهای مربوط به فرایندهای فرهنگی و اجتماعی مؤثر بر دگرگونیهای هنری و فنی را در طول زمان، تحت‌الشعاع خویش می‌سازد.
با گذشت بیش از هفت دهه از تأسیس رشته باستان‌شناسی (دانشگاه تهران- ۱۳۱۶) حوزه مطالعات میراث فرهنگی ایران به دلیل فقدان رشته باستان سنجی و دیگر رشته‌های مرتبط با علوم باستان شناختی همچنان فاقد استقلال واقعی است. اهمیت و ضرورت استقلال کشور در حوزه باستان سنجی زمانی آشکار و بارز و برجسته می‌شود که بدانیم هر تحلیل فرهنگی و اجتماعی از گذشته مبتنی بر اطلاعات باستان شناختی و تاریخی، در ابتدا نیازمند ارائه تحلیل‌های علمی از آثار و مواد باستانی و تاریخی است؛ و در نتیجه، در فقدان این تحلیل‌های علمی- آزمایشگاهی یا در صورت ناصواب بودن نتایج آنها، در عمل تمامی تحلیلهای فرهنگی و اجتماعی راه به خطا خواهند برد!
از این رو راه اندازی رشته‌های جدید از جمله در عرصه تاریخ هنر و باستان شناسی که بتوانند زمینه‌های علمی را در کنار گرایشهای علوم انسانی تقویت نمایند از مهمترین دغدغه‌های امروز در درک و تفسیر علوم مربوط به باستان شناسی است از این رو باستان سنجی با احراز صلاحیت و توانایی علمی برای تشخیص آثار اصیل باستانی و هنری از نمونه‌های جعلی و تقلبی، به علاوه مطالعات علمی بین رشتهای در شناخت تکنیک‌ها و فر آیندهای ساخت آثار فرهنگی و تاریخی به علاوه بررسی‌های منشایابی و آسیب شناختی، عملاً در انجام اقدامات موزه داری، مطالعه و شناخت میراث فرهنگی به طرق علمی و همچنین مدیریت میراث فرهنگی و قضاوت‌های قضایی تأثیرگذار است.
این رشته در حال حاضر در ایران، در سه دانشگاه هنر اسلامی تبریز، دانشگاه هنر اصفهان و دانشگاه تهران در حال پرورش و تعلیم دانشجویان در مقطع ارشد است. تا به امروز این رشته با دو گرایش آثار و مواد معدنی و آثار و مواد آلی دانشجو پذیرفته است که طی سرفصل جدید گرایش‌ها حذف شده و فقط پذیرش با عنوان باستان سنجی صورت خواهد گرفت.
تدوین‌کنندگان سرفصل دروس این رشته در ایران استاد سید محمد امین امامی، دکتر مهرناز آزادی، دکتر بابک رفیعی علوی، دکتر مهدی رازانی و دکتر علی نعمتی بابایلو هستند.

## آشنایی با نخستین گروه باستان‌سنجی در ایران
با توجه به موارد ذکر شده و اهمیت این رشته و کمبود آن در ساختار علمی کشور گروه مرمت آثار تاریخی دانشگاه هنر اسلامی تبریز در سال تحصیلی ۹۰–۱۳۸۹ در یک روند مطالعاتی یکساله در قالب تیمی ۸ نفره از متخصصین مرتبط اقدام به آماده سازی و تدوین سرفصل دروس کارشناسی ارشد باستان سنجی براساس تجربه‌های بین‌المللی و نیازهای بومی با هدف تربیت متخصصین متعهد و آشنا به شیوه‌های پیشرفته مطالعات باستان سنجی و پاسخ گویی به نیازهای کشور اقدام به راه اندازی دوره کارشناسی ارشد باستان سنجی نمود و موفق به طی مراحل قانونی از طرف وزارت علوم تحقیقات و فناروی برای کسب مجوز پذیرش دانشجو در مهرماه سال ۱۳۹۱ برای نخستین بار در ایران گردید.
گروه آموزشی- پژوهشی باستانسنجی از دانشکده هنرهای کاربردی دانشگاه هنر اسلامی تبریز این گروه آموزشی دارای امکاناتی از قبیل:
کتابخانه تخصصی مرمت و باستان سنجی زیر مجموعه کتابخانه مرکزی دانشگاه.
آزمایشگاه شیمی عمومی.
آزمایشگاه شیمی تجزیه.
آزمایشگاه و کارگاه مرمت فلز و متالوگرافی.
است، همچنین در ارتباط با گروه‌ها و دانشکده‌های دیگر دانشگاه هنر اسلامی تبریز و دیگر دانشگاه‌های بزرگ منطقه شمال غرب کشور از امکانات موجود علمی و آزمایشگاهی منطقه استفاده می‌نماید.
این رشته از سال ۱۳۹۴ در دانشگاه هنر اصفهان به صورت جدی شروع به فعالیت کرده است و امروزه تنها انجمن علمی فعال در این رشته که از سال ۱۳۹۸ شروع به فعالیت کرده‌است در این دانشگاه فعالیت می‌کند. فعالترین دوره این انجمن علمی از گذشته تا به امروز در سال تحصیلی ۱۴۰۲_۱۴۰۳ بوده است. این انجمن علمی به مشاوره استاد سید محمدامین امامی، دبیری فاطمه افشاری، نائب دبیری ثنا کاظم زاد بقا و فعالیت دانشجویانی مانند نیما سلیمانی مفرد، امیرحسین انواری، مینا ظهیری ورنوسفادرانی اداره می‌شود. کانال اطلاع رسانی این انجمن علمی در فضای مجازی به آدرس archaeometry_aui و گروهی تحت نظارت انجمن علمی با عنوان "کتابخانه باستان سنجی" به طور جدی فعال است.
باستان سنجی از سال ۱۴۰۳ در دانشگاه تهران پذیرش دانشجو داشته است.

## نشریه پژوهه باستان‌سنجی
با توجه به عدم وجود نشریات تخصصی این حوزه، دانشکده هنرهای کاربردی این دانشگاه به همراه جمعی از استادان صاحب نام ملی و بینالمللی تصمیم گرفت نشریهای با عنوان پژوههی باستانسنجی منتشر نماید. این دوفصلنامه در راستای محورهای خود پذیرای مقالات علمی در ۲ بخش: مقالات علمی-پژوهشی(۸۰٪) و مقالات علمی– مروری ناب و سطح بالا (۲۰٪) می‌باشد.
از جمله مهمترین اهداف نشریه پژوهه باستان‌سنجی عبارتند از:
- انتشار مقالات علمی –پژوهشی و مقالات علمی مروری ناب مربوط به باستان‌سنجی، مرمت آثار تاریخی و ارائه نتایج تحقیقات نظری و عملی پژوهشگران و مراکز علمی
- ارتقای سطح دانش و پژوهش در رشته‌های یادشده
- ایجاد بستر و زمینه‌ای مناسب برای ارتباط علمی و تبادل افکار میان پژوهشگران، استادان دانشگاهی و دانشجویان.

مقالات می‌بایست مطابق با زمینه تخصصی نشریه در حوزه باستان‌سنجی و حفاظت و مرمت آثار تاریخی بر اساس محورهای ذیل باشند:
- محور اول:سالیابی تحلیلی-آزمایشگاهی آثار فرهنگی و تاریخی آلی و معدنی؛
- محور دوم: منشأیابی تحلیلی-آزمایشگاهی آثار فرهنگی و تاریخی آلی و معدنی؛
- محور سوم: ساختارشناسی تحلیلی-آزمایشگاهی آثار فرهنگی و تاریخی آلی و معدنی؛
- محور چهارم: پژوهش‌های تحلیلی-آزمایشگاهی فنون و فناوری‌های باستانی آلی و معدنی؛
- محور پنجم: پژوهش‌های تحلیلی-آزمایشگاهی حفاظت و مرمت آثار تاریخی و فرهنگی،
- محور ششم: پژوهش‌های سنجش از دور و تحلیل‌های کمّی-آماری آثار فرهنگی و تاریخی.[۸]